# 紫溟会
紫溟会（しめいかい）は、日本の政党である。

## 概略
立憲帝政党の九州地方におけるいわば別働隊的な存在であった。個人の自由を排斥し、国家主義を標榜した。明治14年（1881年）9月1日、熊本の佐々友房、古荘嘉門らを中心として、安場保和、井上毅、山田信道らがこれに和して結成した。当時、熊本では1878年に民権派の「相愛社」が結成されていたが、井上・安場らは、官民調和・民権派の糾合を狙って、熊本県内全ての政治集団を「忘吾会」として集結させ、この会を温床として結成されたのが紫溟会である。紫溟会の母体となったのは、肥後の学統であり藩政の主流を占める学校党、横井小楠を中心とした経世的学問を唱える実学党、尊王攘夷を主張する勤皇党などであったが、主権論に関する見解の相違（実学党は君民協治を、相愛社は主権在民を主張した。）から、その大半が脱会し、紫溟会にとどまったのは、実学党の一部と、学校党・勤王党を主体とした国権論者たちであった。紫溟会を脱会した者は、合併して「九州改進党」を組織した。かくして、熊本の政界は、九州改進党と紫溟会との対立抗争の時代を迎えたのであった。自由民権運動が全国的に衰退するにつれて、熊本県会の多数派であった九州改進党に代わって、紫溟会が優勢となり、明治17年（1884年）には、紫溟会が議席の3分の2以上を占めるに至った。同年、紫溟会は、名称を「紫溟学会」と改め、教育方面に力を傾注したが、それは表面上のことであって、より一層、政党としての勢力を拡大した。その後、第1回衆議院議員総選挙（明治23年（1890年））を控えて、政党の態勢を整備するため、紫溟学会の「世務部」の機関として、明治22年（1889年）1月に「熊本国権党」という政党が結成された。明治15年（1882年）には、済々黌を設立。済々黌の黌長には飯田熊太（佐々の叔父）が就任した。同年3月には「紫溟雑誌」（のちの熊本日日新聞）を創刊。国粋的分子は明治25年（1892年）の国民協会にその面影をとどめ、さらにのちに明治32年（1899年）の帝国党となり、いずれも佐々を盟主とするもので、影響は長く後に及んだ。

## 思想
紫溟会の規約は、次の三綱である。
1. 皇室を翼戴し立憲の政体を賛立し以て国権を拡張す
2. 教育を敦くし人倫を正し以て社会の開明を進む
3. 厚生の道を努め吾人の独立を全し以て国家の富強を図る

紫溟会は、極めて早い時期から中国・朝鮮に着目しており、済々黌（紫溟会の教育機関）の前身であった同心学校において、中国語・朝鮮語の教育課程を設け、その教育の中から人材を大陸に送り出して実践活動を行っていた。紫溟会の大陸政策論は、日本・朝鮮・中国の三国を中心とする「東亜細亜連合論」であり、とりわけロシアに対する強い危機感を有していた。「東亜細亜連合論」は、日本・朝鮮・中国の三国が人種、風俗、道徳の上で共通性を有することから、他のアジア諸国の先導として盟約を結び、その連合機関を適当な地に設置して、そこに各国からなる連合海軍を常置させて欧米列国と対峙しようとするものであった。後に、自由党を中心とする自由民権運動の論者は、清仏戦争（1884年〜1885年）や甲申事変（1884年）を契機として、連合論から朝鮮への内政干渉論へと転換していくこととなるが、紫溟会は、その時点においても三国連合論を主張していた。例えば、壬午事変（1882年）の際に、福沢諭吉が陸海軍の派遣や駐兵による朝鮮の保護国化を主張していたのに対し、紫溟会は、紫溟雑誌において、開化派や事大党の自立を促し、日本軍の派遣を否定していた。紫溟会、欧米列強によるアジア進出を最も危惧しており、その対処の方策として、儒教的倫理観から人種、風俗、道徳の似通った中国・朝鮮との連帯を最も重視しており、その達成のために、あくまでも「支那ノ奮発、朝鮮ノ改革」という内部からの自立を希望していた。紫溟会が「東亜細亜連合論」を主張した最大の根拠は、ロシアが日本に対する最大の脅威であると理解していたからであり、だからこそ、明治19年（1886年）に至っても連合論を主張したのであった。そして、紫溟会は、「東亜細亜連合論」を貫徹する手段として新聞の発行を主張しており、この理想は、その性格を異にするものの、朝鮮における「朝鮮時報」、「漢城新報」、「平壌新報」として、また、中国における井手三郎の「漢報」として、実現することとなった。